# Meurthe (departement)
Het departement van de Meurthe was een Frans departement tussen 1790 en 1871, genoemd naar de rivier de Meurthe.  

## Ontstaan
Het departement werd gecreëerd uit een deel van de oude Franse provincie Lotharingen, en omvatte 9 districten :  Blâmont, Dieuze, Lunéville, Nancy, Pont-à-Mousson, Sarrebourg, Toul, Vézelise, Vic-sur-Seille
In 1800 werd het verdeeld in vijf arrondissementen met Nancy als prefectuur (hoofdstad).  De onderprefecturen waren Château-Salins, Lunéville, Sarrebourg en Toul. Het departement omvatte in 1866 714 gemeenten en 428 387 inwoners.

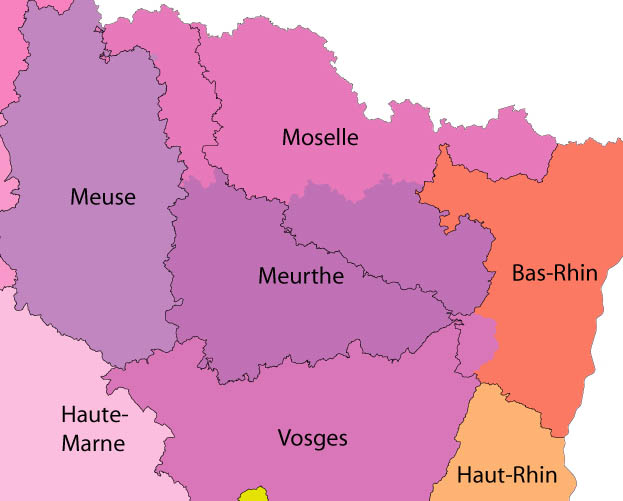
Herschikking van de departementsgrenzen in 1871

## Verdwijnen
In 1871, bij het verdrag van Frankfurt, stond Frankrijk de Elzas en een deel van Lotharingen, af aan het Duitse Rijk.  Het departement van de Meurthe verloor de arrondissementen Château-Salins en Sarrebourg aan het Duitse Elzas-Lotharingen. De drie niet afgestane arrondissementen, Nancy, Lunéville en Toul, werden samengevoegd met het arrondissement Briey, zijnde het niet door Duitsland geannexeerde deel van het departement van de Moezel. Het herschikte, Frans gebleven departement kreeg de naam Meurthe-et-Moselle. 
Nadat heel Elzas-Lotharingen in 1919 terug bij Frankrijk kwam, werden de oude departementsgrenzen niet hersteld.  Het voormalige Duitse deel van Lotharingen werd wel weer het departement van de Moezel, maar dan zonder het vroeger afgestane arrondissement Briey, dat bij Meurthe-et-Moselle bleef. 